# Drehgestell Bauart TVP 2007

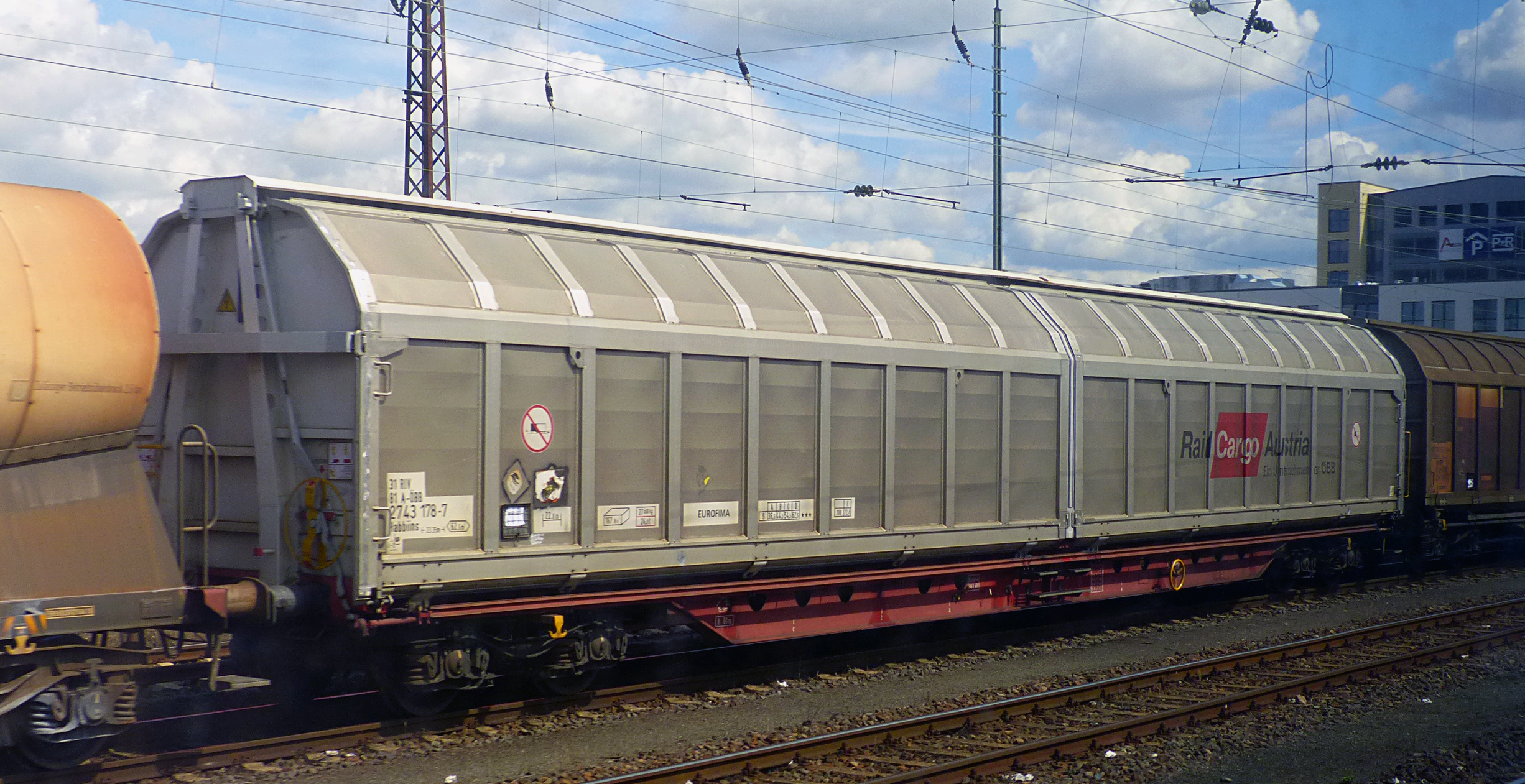
Güterwagen von RCA mit TVP 2007 Drehgestellen.

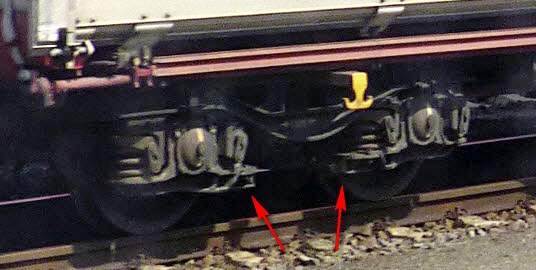
TVP 2007 Drehgestell. Die Pfeile zeigen auf die Angriffspunkte der Kreuzanker.

Das Drehgestell der Bauart TVP 2007 ist ein in Europa verwendetes Drehgestell für Güterwagen, das vornehmlich von der Rail Cargo Austria in größerer Zahl eingesetzt wird. Es wurde von Tatravagónka entwickelt und erstmals an der Innotrans 2008 vorgestellt und ist seit 2009 im Einsatz.

## Technik
Das Drehgestell basiert auf dem Drehgestell Bauart Y25, genauer der Bauart Y25 Lsod mit radial einstellbaren Radsätzen. Im Gegensatz zur Basis-Bauart verfügt das TVP 2007 einen für 25 t Radsatzlast verstärkten Drehgestellrahmen und über Kreuzanker, welche die radial einstellbaren Radsätze mechanisch so miteinander verbinden, dass der nachlaufende Radsatz immer entgegengesetzt des vorlaufenden Radsatz auslenkt. Die Kreuzanker greifen an Verlängerungen der Radsatzlagerträger an.
Durch die radial einstellbaren Radsätze verbessert sich das Laufverhalten des Drehgestells und der Verschleiß von Spurkranz und Laufflächen der Radsätze verringert sich maßgeblich.